# 索華花籃蛤
索華花籃蛤（学名：Fimbria soverbii），是 滿月蛤目花篮蛤科花籃蛤屬的一种。分布于台湾西部。